# 西尔维奥·马丁内洛
西尔维奥·马丁内洛（義大利語：Silvio Martinello，1963年1月19日—），意大利男子自行车运动员。他曾代表意大利参加1984年、1996年和2000年夏季奥林匹克运动会自行车比赛，共获得一枚金牌和一枚铜牌。